# Рачамайка
Рачамайка — река в России, протекает по Барышскому району Ульяновской области. Устье реки находится в 194 км от устья реки Барыш по левому берегу, в селе Попова Мельница. Длина реки составляет 12 км.
Река протекает по территории Малохомутёрского сельского поселения. На реке стоит село Алинкино и село Попова Мельница у устья.

## Данные водного реестра
По данным государственного водного реестра России относится к Верхневолжскому бассейновому округу, водохозяйственный участок реки — Сура от Сурского гидроузла и до устья реки Алатырь, речной подбассейн реки — Сура. Речной бассейн реки — (Верхняя) Волга до Куйбышевского водохранилища (без бассейна Оки).
Код объекта в государственном водном реестре — 08010500312110000037095.